# 华山北站
华山北站位于中国陕西省渭南市华阴市，是徐兰客运专线中段郑西客运专线的一个高铁客运站。华山北站距离华山站10公里，距离华山5公里，现时每天共有24趟列车停靠华山北站。

## 车站结构
华山北站设2座岛式站台、6条股道。
| 2F | 5站台    | 徐兰客运专线 往徐州东方向（灵宝西） |
| 2F | 島式月台 |                                     |
| 2F | 4站台    | 徐兰客运专线 往徐州东方向（灵宝西） |
| 2F | 通过线   | 徐兰客运专线 上行列车               |
| 2F | 通过线   | 徐兰客运专线 下行列车               |
| 2F | 3站台    | 徐兰客运专线 往兰州西方向（渭南北） |
| 2F | 島式月台 |                                     |
| 2F | 2站台    | 徐兰客运专线 往兰州西方向（渭南北） |
| 2F | 站房     | 进站、售票、候车、检票、办公区域    |
| 1F | 站房     | 地下通道、出站口                    |
| 1F | 接驳交通 | 停车场、公交站                      |

- 票务中心
- 候车室
- 进站地道
- 出站口